# Kvarteret Nils
Kvarteret Nils i Ronneby ansluter till det medeltida gatunätet i norr och 1864 års rutnätsplan i söder medan hela det historiska kvarteret tillsammans med den västra delen av innerstaden omfattas av fornlämningen RAÄ Ronneby 214:1, som utgör den medeltida stadens utsträckning. När kvarteret bebyggdes efter stadsbranden uppfördes flera handelsgårdar på den västra sidan av kvarteret mot torget. I kvarterets östra delar flyttade kopparsmederna tillbaka till platsen då denna verksamhet funnits på platsen även före branden. I kvarteret bodde blanda annat brunnsdirektören vid Ronneby brunn, Ernst von Heidenstam. 
I och med kvarterets centrala placering har handel ständigt pågått i byggnadernas bottenvåningar. 1897 etablerades skrädderi och 1903 tillkom en cigarr och tobakshandel. 1907 öppnade Oscar Nilssons herrekipering i hörnet mellan Karlskronagatan och Prinsgatan, ett företag som fanns kavar på platsen till 2010-talet. Oscar Nilsson hade 1908 planer på att också öppna biograf i kvarteret men det dröjde till 1916 innan detta blev verklighet. Victoria-biografen som den senare hette revs 1954. Widenborgs tobaks- och pappershandel öppnade 1927 på hörnet mellan Karlskronagatan och Östra Torggatan. Verksamheten fanns kvar på platsen in på 2010-talet.